# 櫻井家住宅
櫻井家住宅（さくらいけじゅうたく、桜井家住宅）は、島根県仁多郡奥出雲町にある歴史的建造物。たたら製鉄で栄えた「鉄師御三家」櫻井家の旧宅。隣接する歴史資料館の可部屋集成館（かべやしゅうせいかん）が管理している。
建造物群は島根県指定有形文化財に指定された後、一部が国の重要文化財に指定変更、また庭園が国の名勝に指定されている。国の重要文化的景観「奥出雲たたら製鉄及び棚田の文化的景観」の一部としても選定されている。

## 櫻井家住宅・庭園

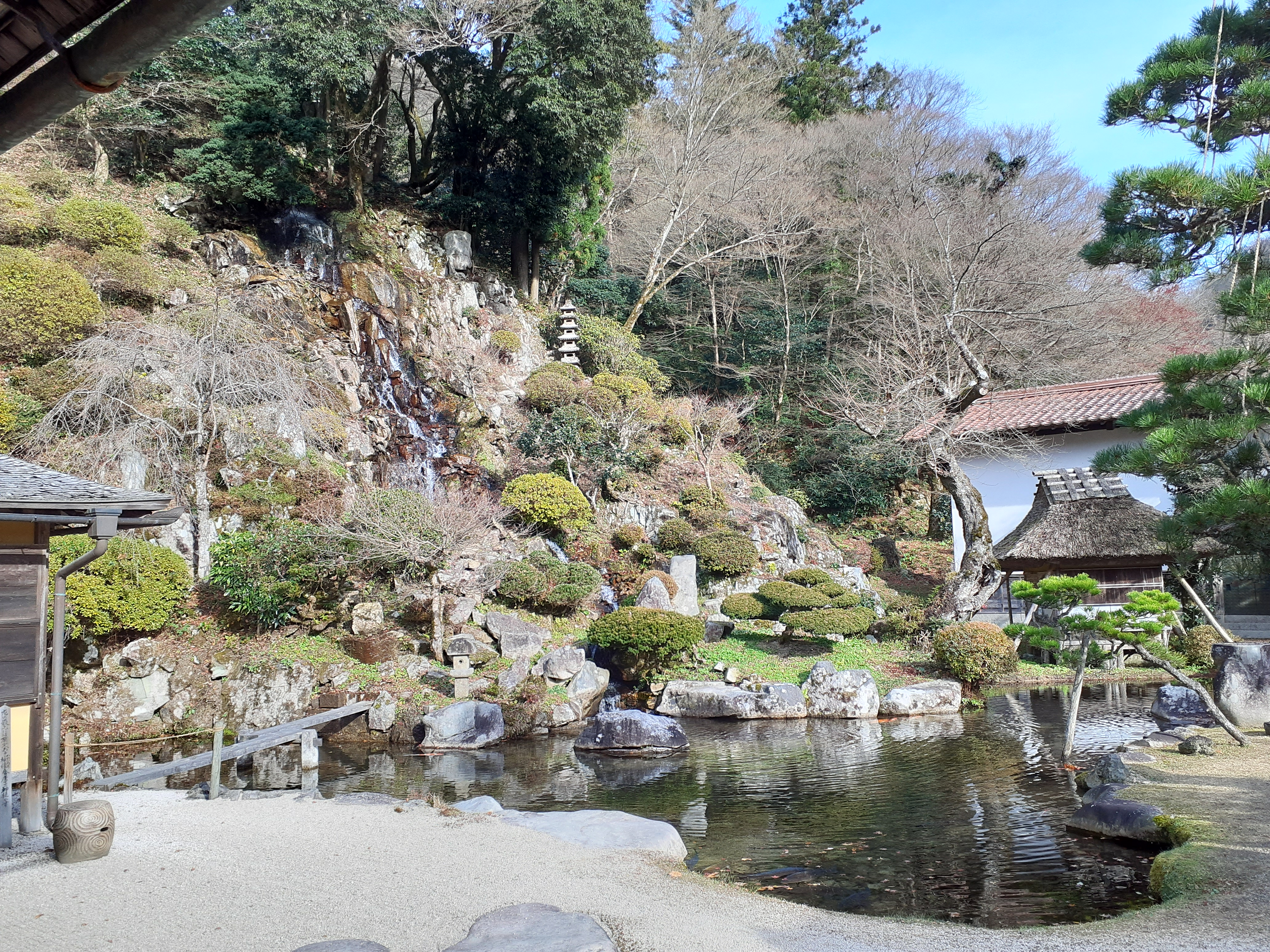
櫻井氏庭園

たたら製鉄の歴史を伝える佇まいや、滝のある日本庭園の紅葉が見どころとされる。
江戸時代の1738年（元文3年）に建造された主屋を中心に、蔵、金屋子神社、御成門、数寄屋風書院造の御成座敷などからなる。歴代松江藩主の藩内巡視時の本陣宿としても使われた。1803年（享和3年）茶人としても知られる松平治郷（不昧公）来訪の頃に、庭園が建造された。治郷は庭園の滝を賞賛し「岩浪」（がんろう）と名付けた。1878年（明治11年）には、日本画家の田能村直入が逗留し作品や草庵を残した。

### 文化財
1997年（平成9年）12月26日に建造物群が島根県指定有形文化財に指定された。
その後、これらの中で鉄山師屋敷主屋など9棟が2003年（平成15年）5月30日付けで国の重要文化財に指定された（これら9棟については同日付けで県による指定を解除、残りの県指定建造物群については2005年（平成17年）5月17日付けで名称および員数を変更）。
2014年（平成26年）3月18日、国の重要文化的景観「奥出雲たたら製鉄及び棚田の文化的景観」の一部に選定された。
2017年（平成29年）10月13日、庭園部分が「櫻井氏庭園」として国の名勝に指定された。

## 可部屋集成館

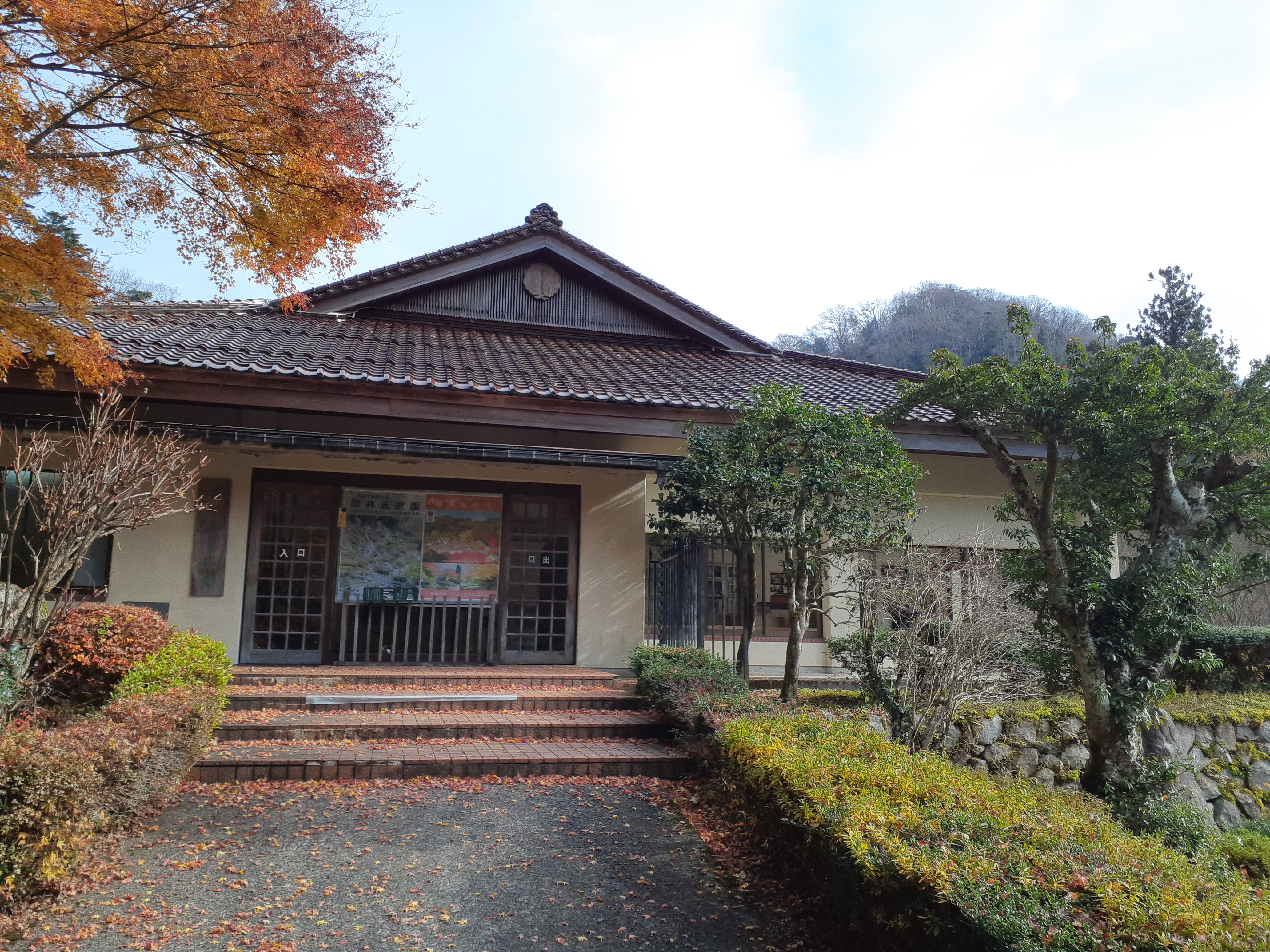
可部屋集成館

隣接する可部屋集成館には、櫻井家に伝わる歴史資料や美術工芸品、たたら製鉄の道具が展示されている。可部屋集成館は1983年に開館した。

## 櫻井家
櫻井家は田部家・絲原家とともに奥出雲の「鉄師御三家」と称される。当主は代々「櫻井三郎右衛門」を襲名する（襲名は明治以降）。
戦国武将・塙団右衛門の末裔家であり、広島の可部で製鉄業を開業した後、正保元年（1645年）奥出雲に移住し「可部屋」を屋号とした。以後、松江藩に鉄師として重用され名家となった。21世紀現在でも当主が島根日産自動車代表取締役社長を務めるなど、名家として続いている。

## ロケ地
2023年夏、TBS系テレビドラマ『VIVANT』に、櫻井家をモデルとする名家が登場し、住宅がロケ地として使われ、来場者が急増した。